# Verucchio
Verucchio – miejscowość i gmina we Włoszech, w regionie Emilia-Romania, w prowincji Rimini.

## Demografia
Według danych na styczeń roku 2012 gminę zamieszkiwały 10 132 osoby a gęstość zaludnienia wynosiła 374,3 os./km².